# Загреб-Главный
Загреб-Главный (хорв. Zagreb Glavni kolodvor) — железнодорожная станция, расположенная в столице Хорватии Загребе в 1 км к югу от главной городской площади. Вокзал является важнейшим железнодорожным узлом всей Хорватии и главным узлом Хорватских железных дорог.

## История
Строительство вокзала и ремонтно-механического цеха в Загребе началось согласно акту 1890 года. Работы по возведению здания длиной в 186,5 метров в неоклассическом стиле велись по проекту венгерского архитектора Ференца Пфаффа. Скульптурные работы были выполнены венгерским скульптором Вилимом Марщенко. Главный вокзал Загреба был открыт 1 июля 1892 года.
30 августа 1974 года ночью на вокзале произошла железнодорожная катастрофа, жертвами которой стали 153 человека. По числу погибших это крушение поезда стало крупнейшим железнодорожным происшествием в истории республики Хорватия, а также всей Югославии.
Перед Летней Универсиадой 1987 года была выполнена реконструкция здания вокзала (в 1986-87 годах), позднее подобные работы производились в 2006 году.

## Галерея

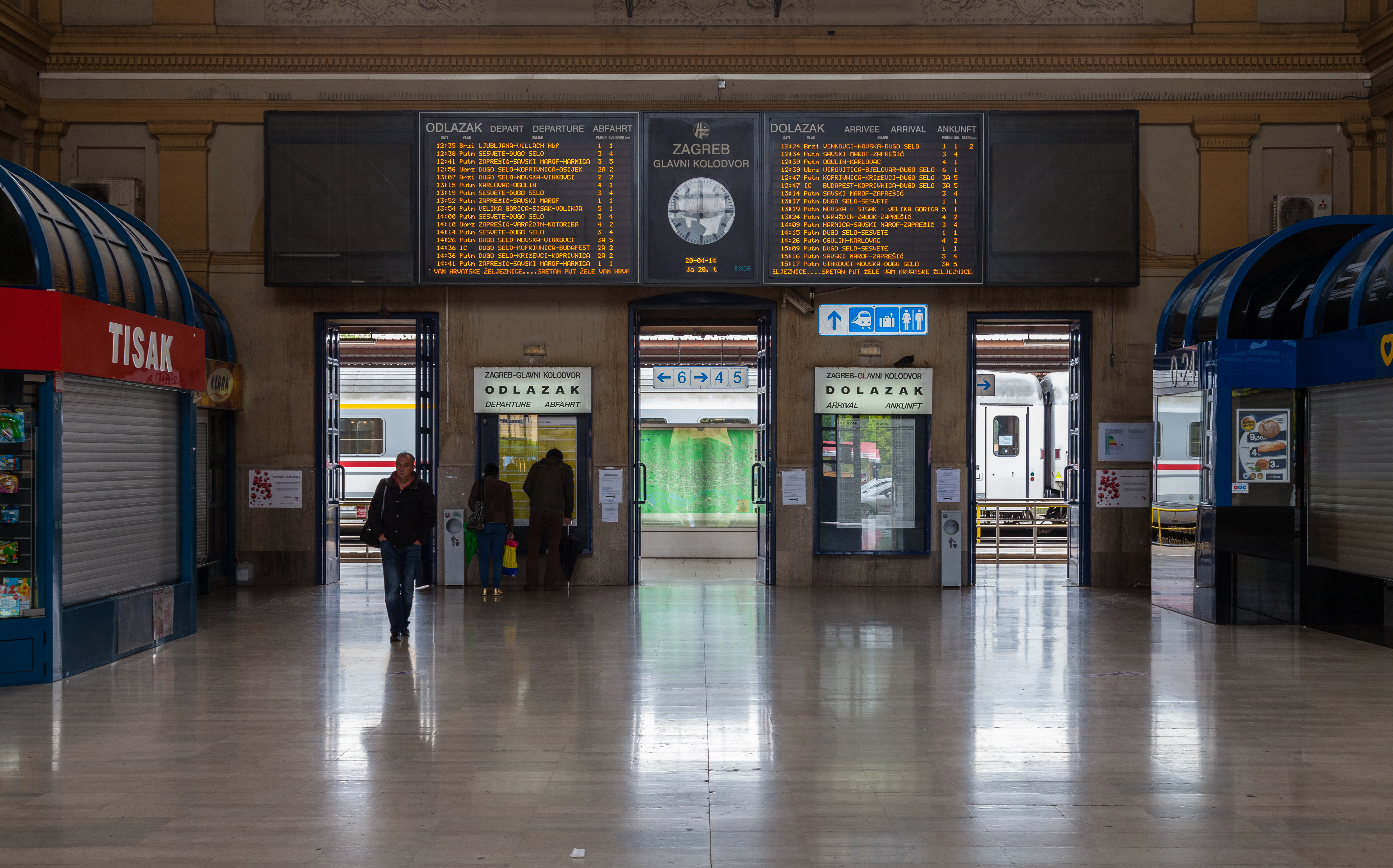
Интерьер
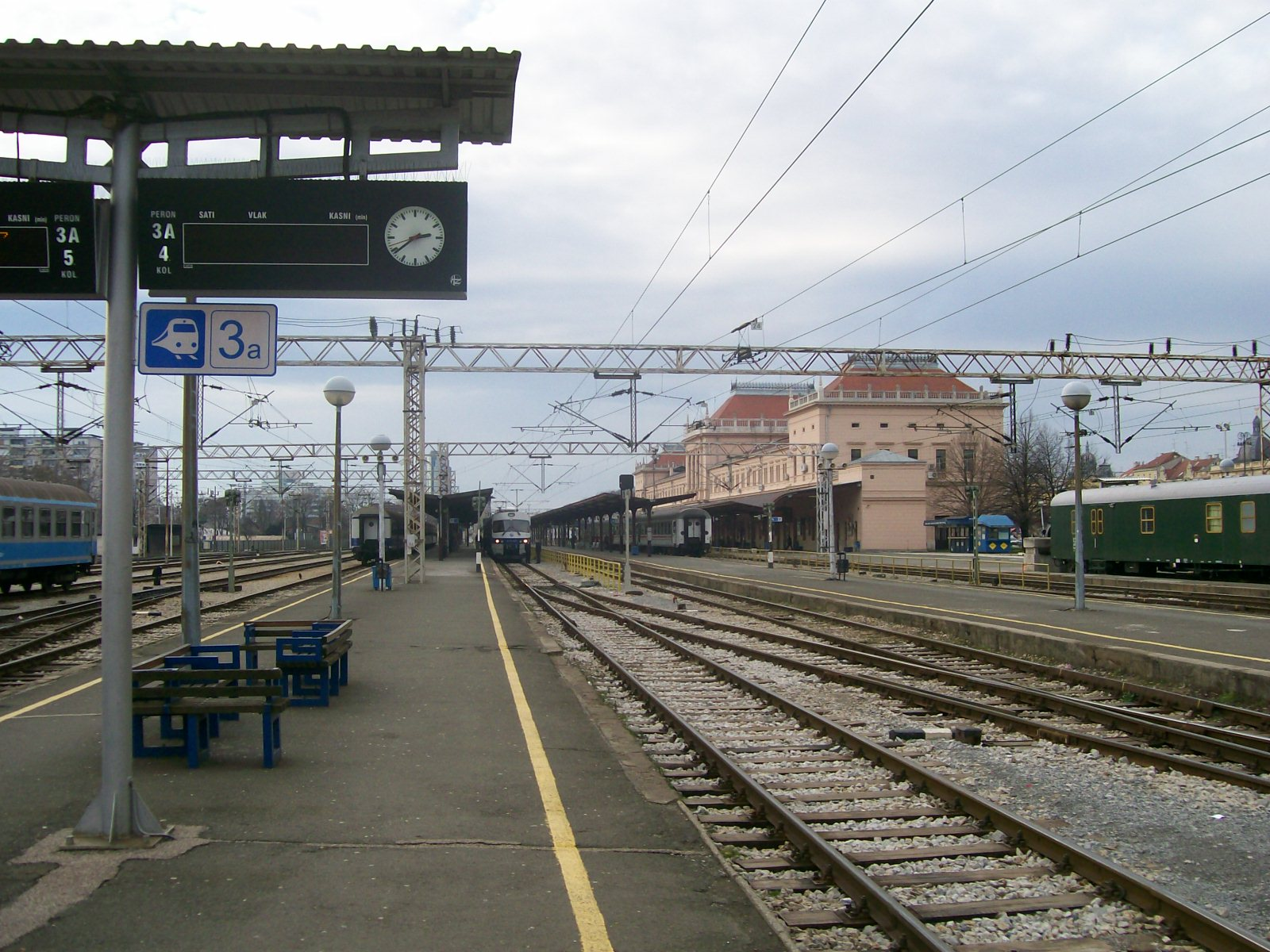
Вид на платформы с востока
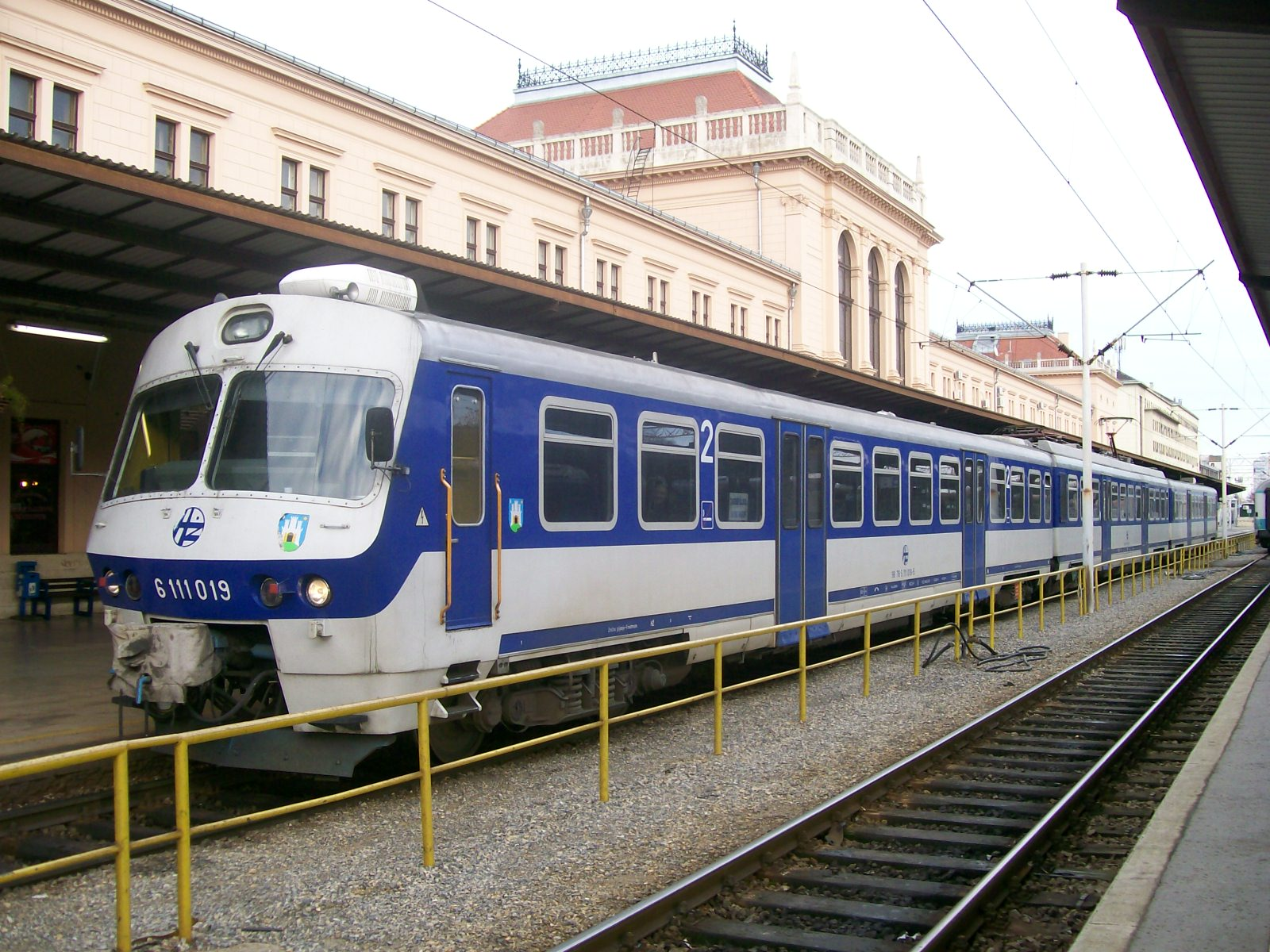
HŽ series 6111, междугородний поезд у платформы
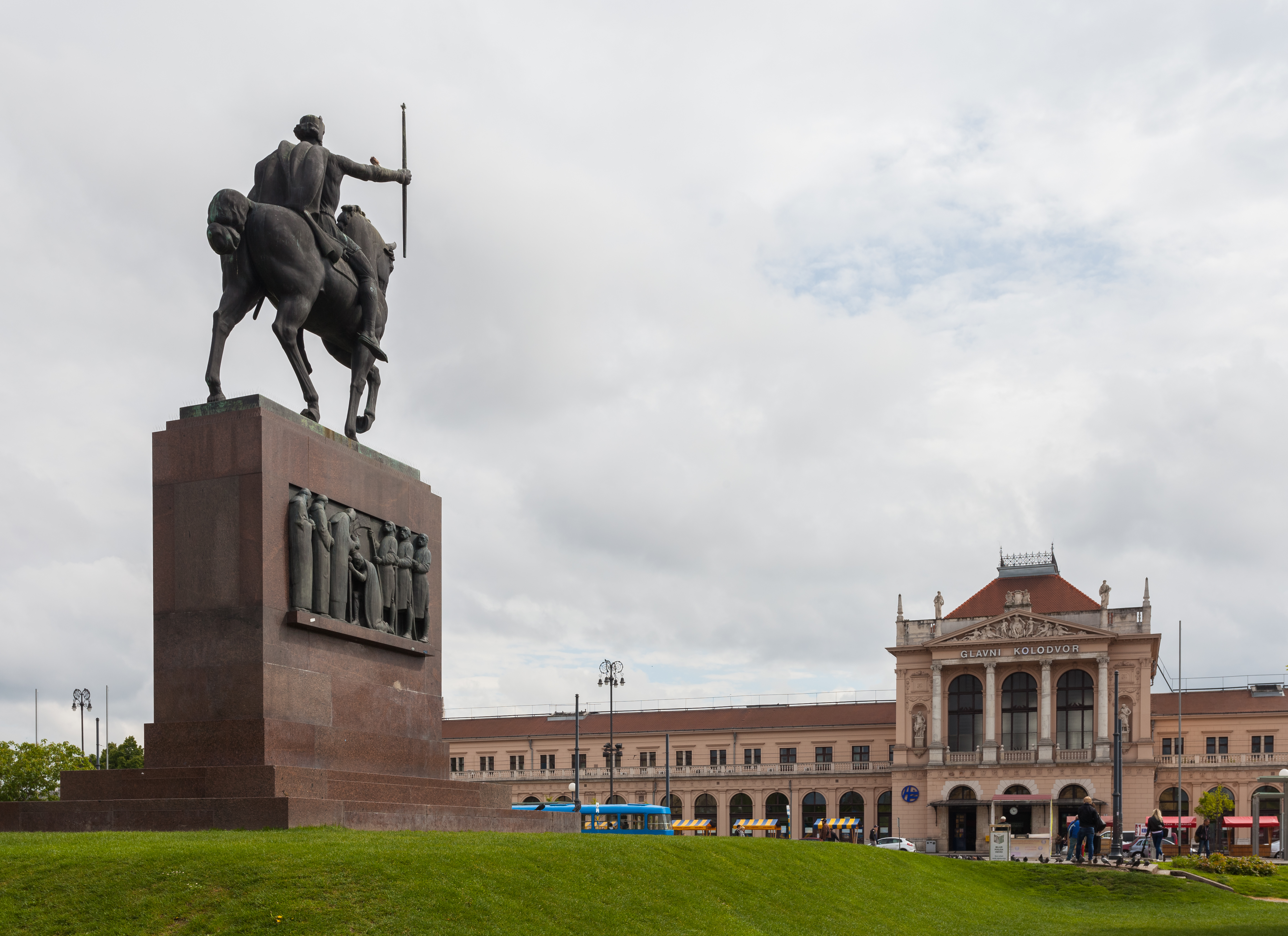
Статуя короля Томислава I перед зданием вокзала